# Stelis maculata
Stelis maculata là một loài Hymenoptera trong họ Megachilidae. Loài này được Provancher mô tả khoa học năm 1888.